# Rogers Stirk Harbour + Partners
Rogers Stirk Harbour + Partners ist eines der renommiertesten Architekturbüros weltweit. Das Büro wurde ursprünglich 1977 von Richard Rogers als Richard Rogers Partnership gegründet und befasste sich als erstes Projekt mit den Planungen des Lloyd’s Building. Kurz zuvor hatte Rogers an der Planung des Centre Georges-Pompidou mitgewirkt. Die Umbenennung in Rogers Stirk Harbour + Partners erfolgte 2007 nach einer Erweiterung der Sozietät. Der Hauptsitz befindet sich im vierzehnten Stockwerk des Leadenhall building, welches durch das Büro selbst geplant wurde.
Einige Bauwerke von Rogers Stirk Harbour + Partners, bzw. Richard Rogers Partnership sind:

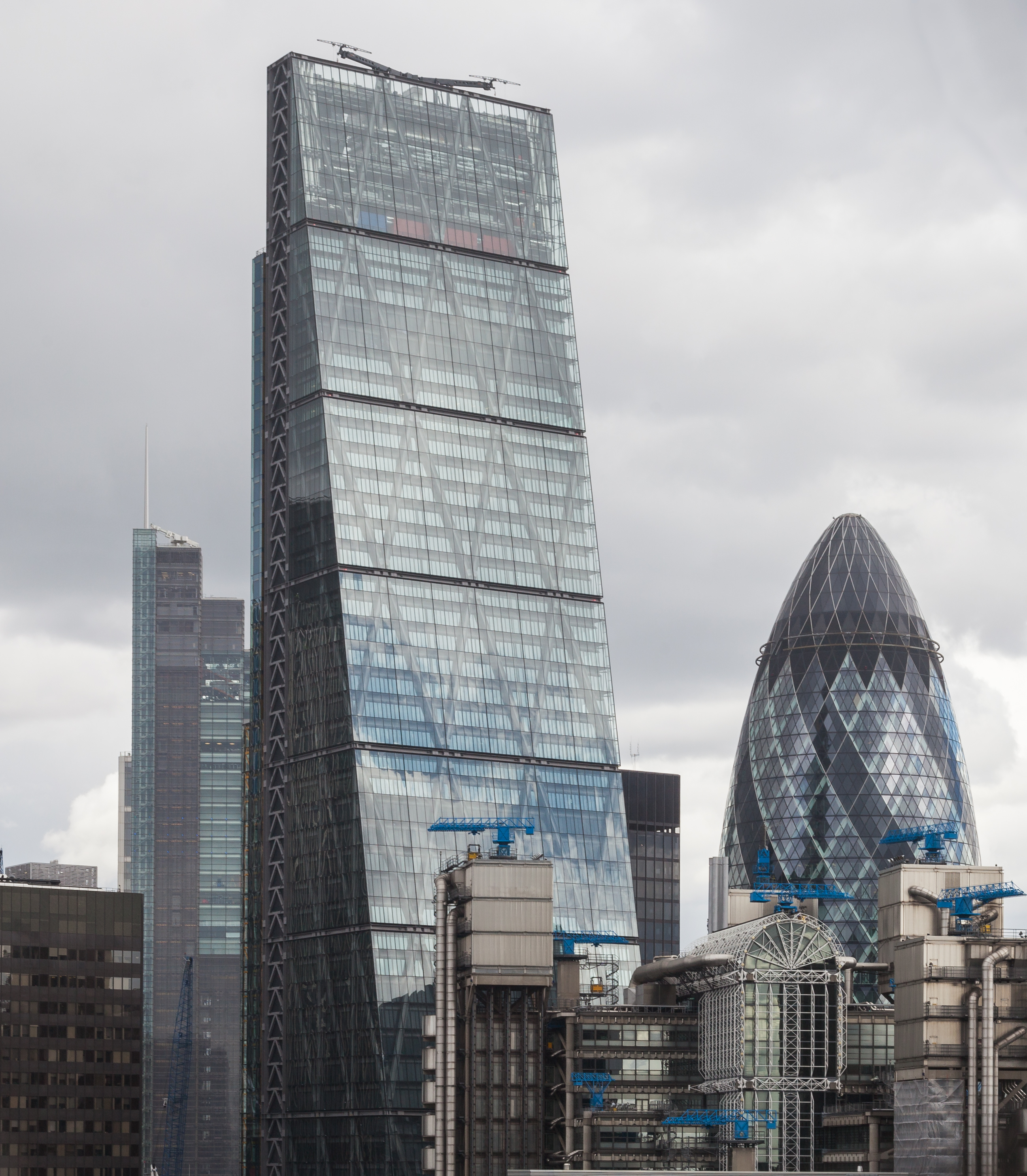
Leadenhall building
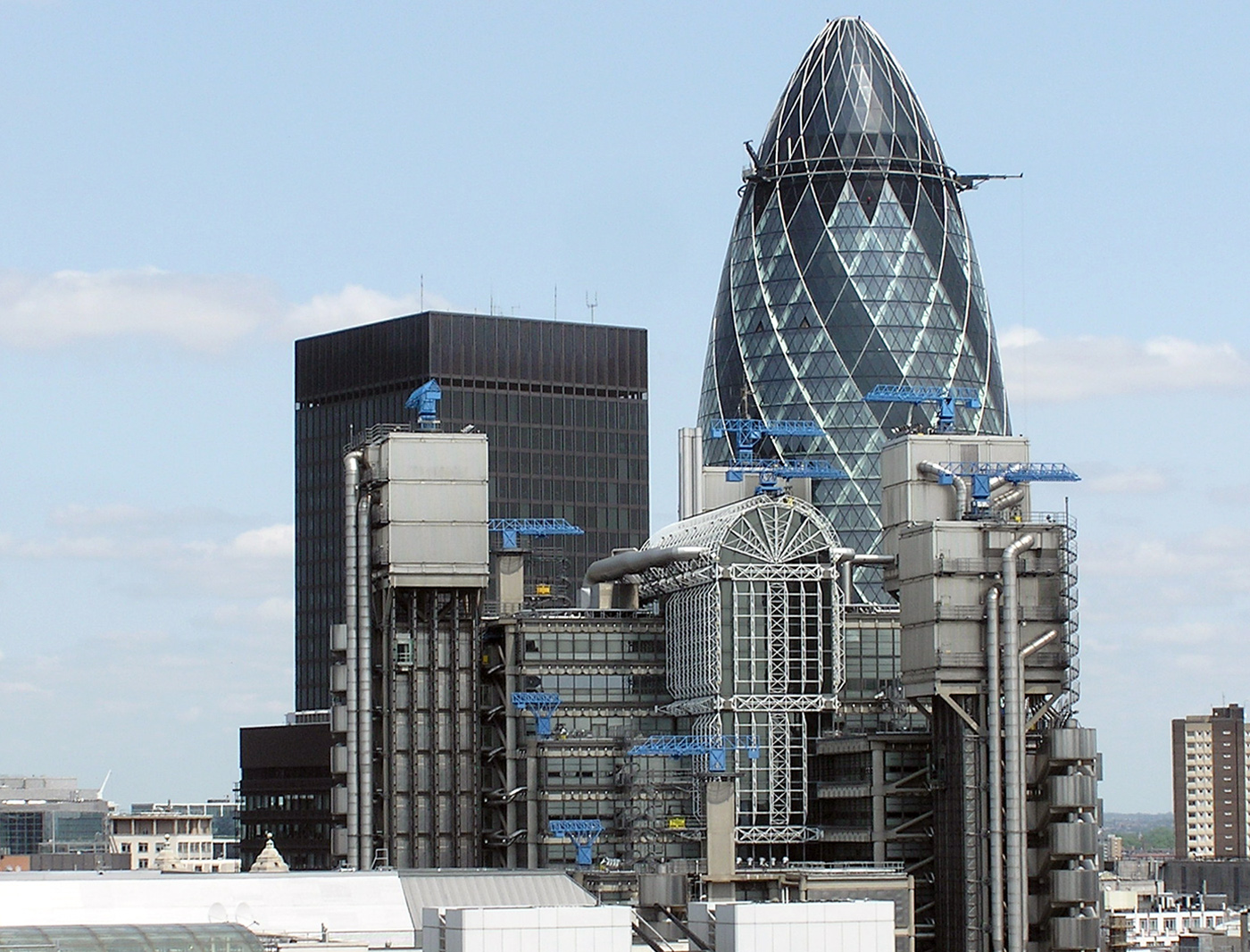
Lloyd’s Building
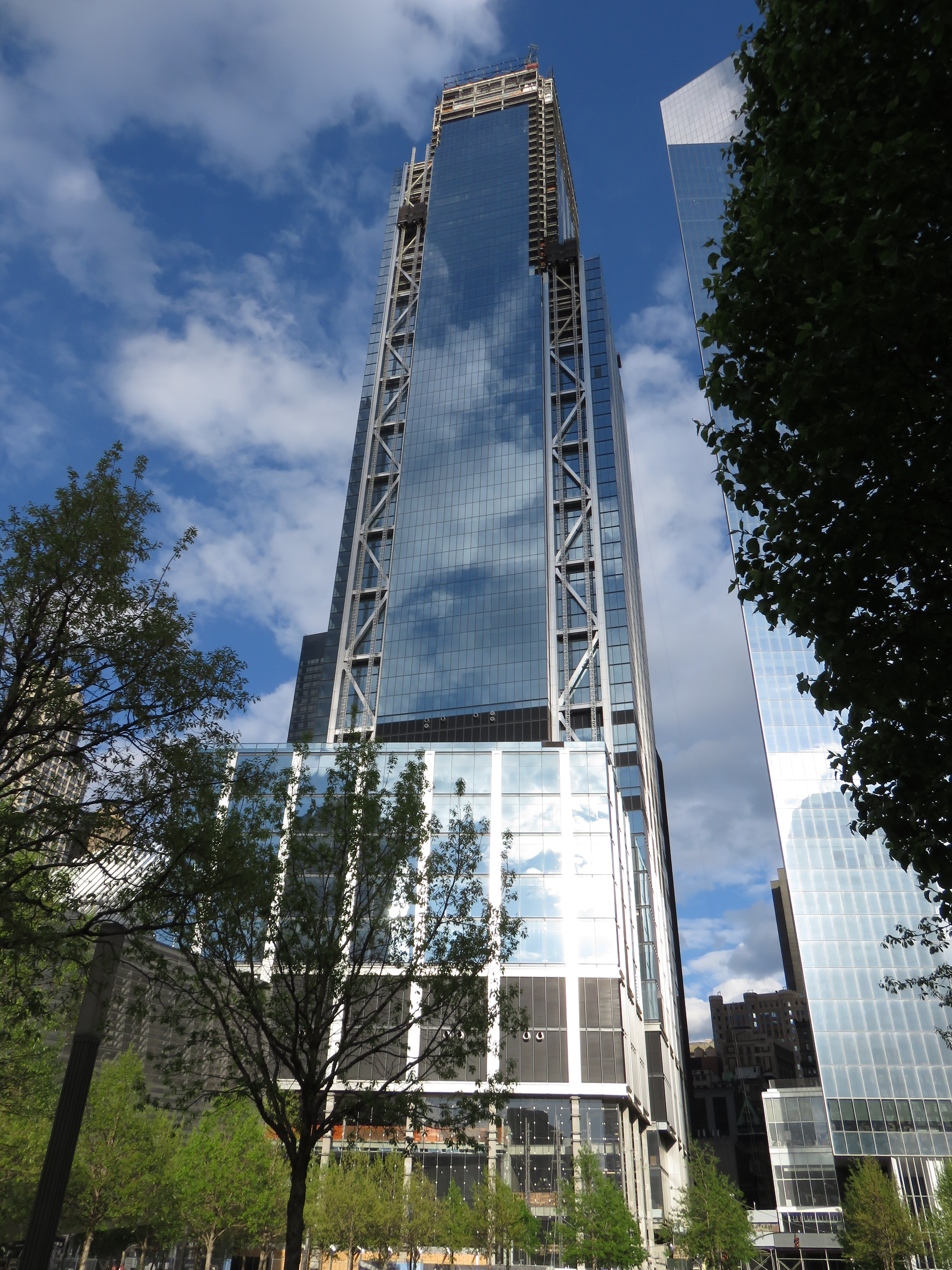
Three World Trade Center
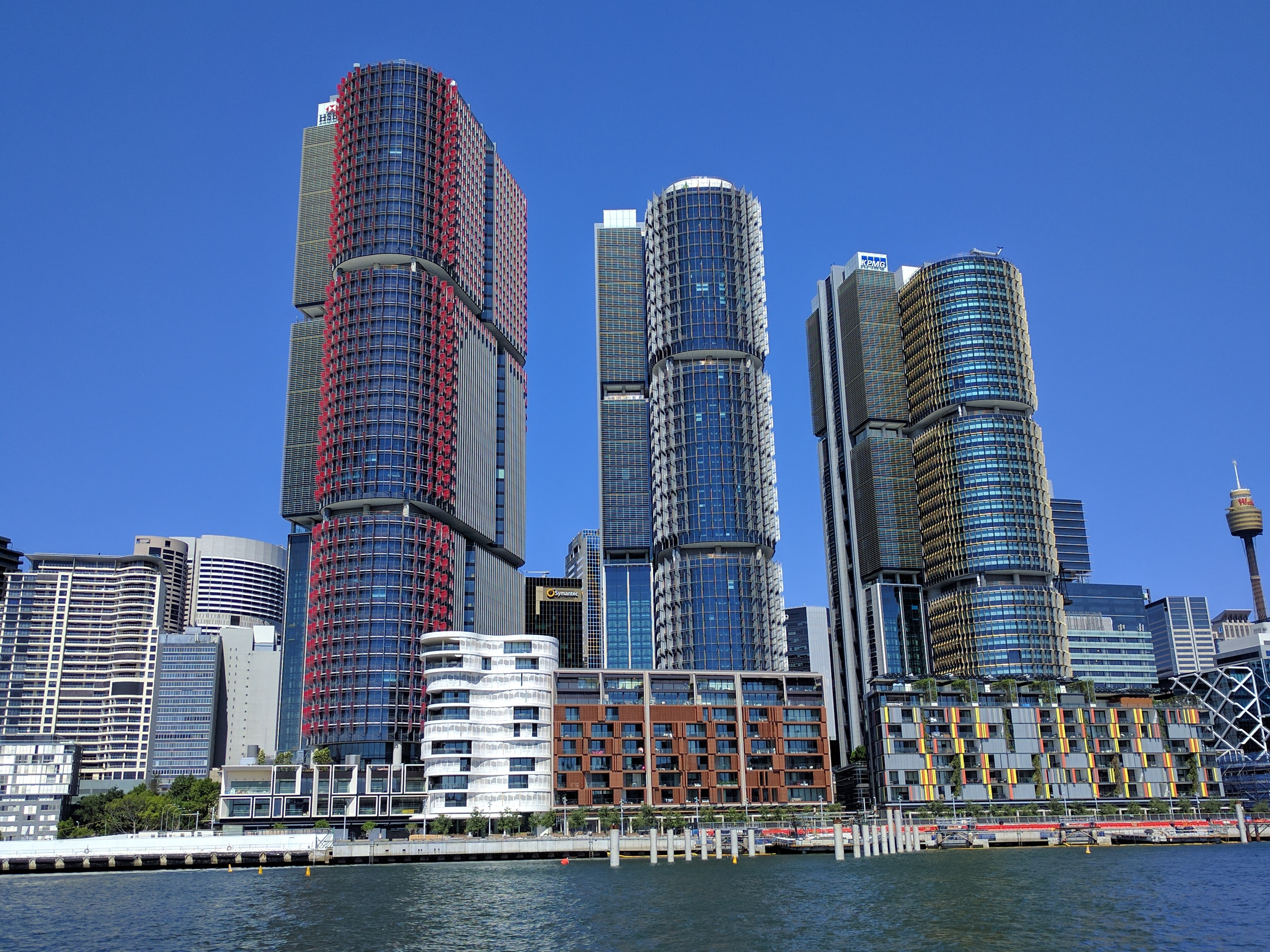
International Towers Sydney
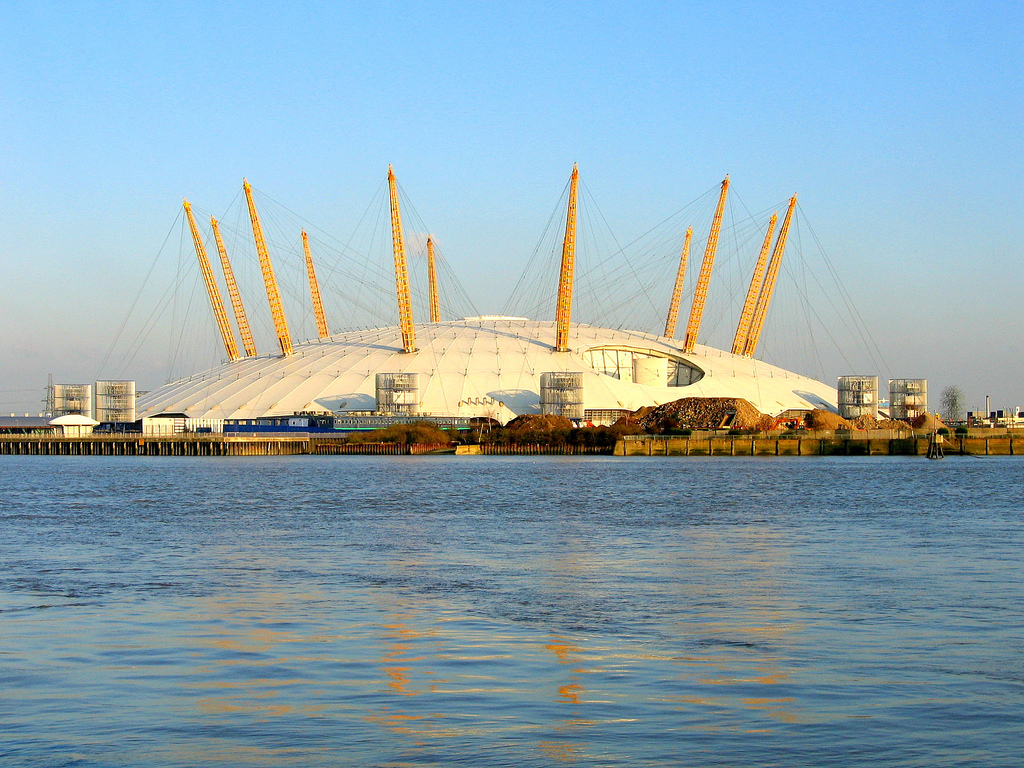
Millennium Dome
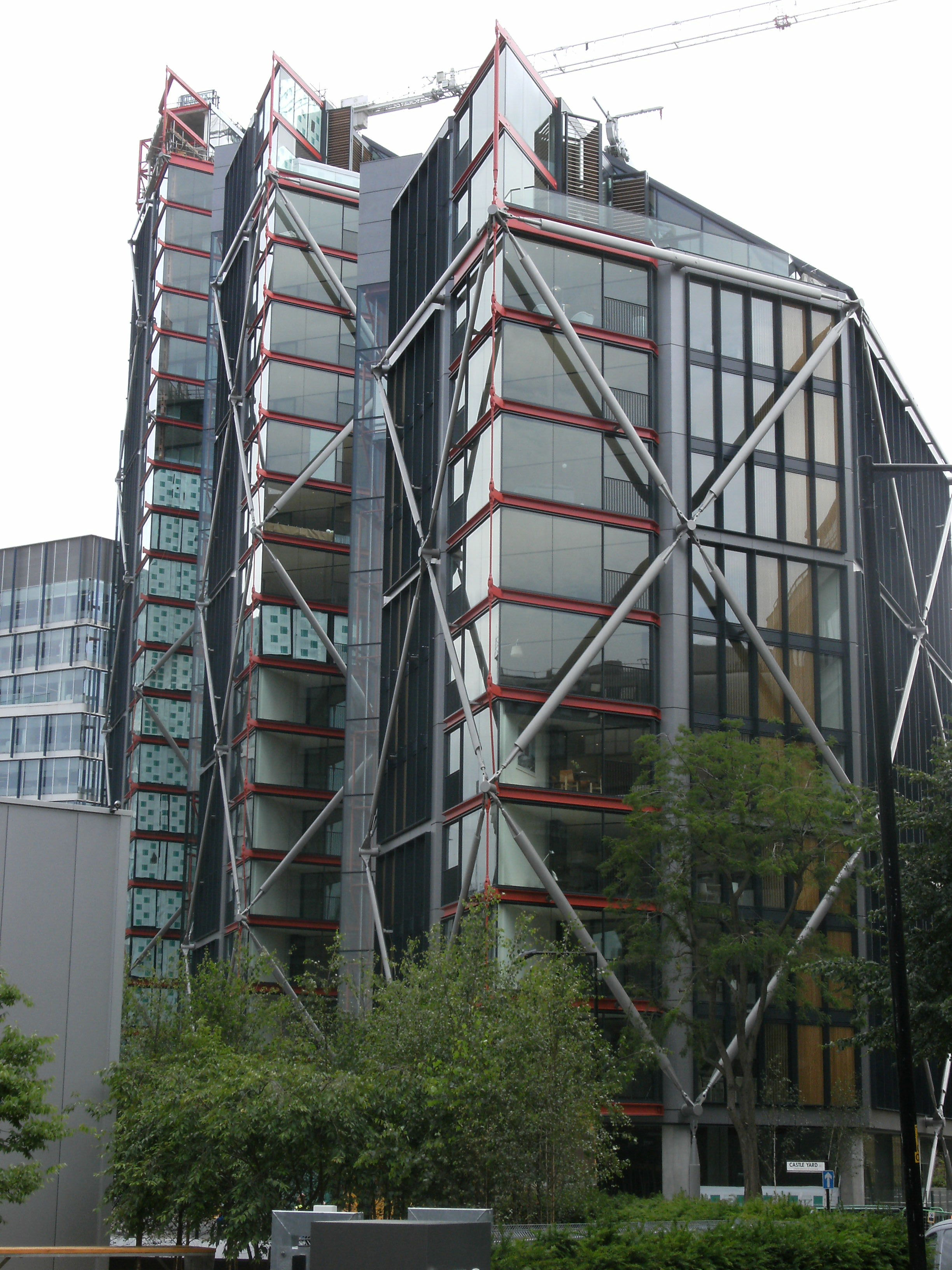
Neo Bankside
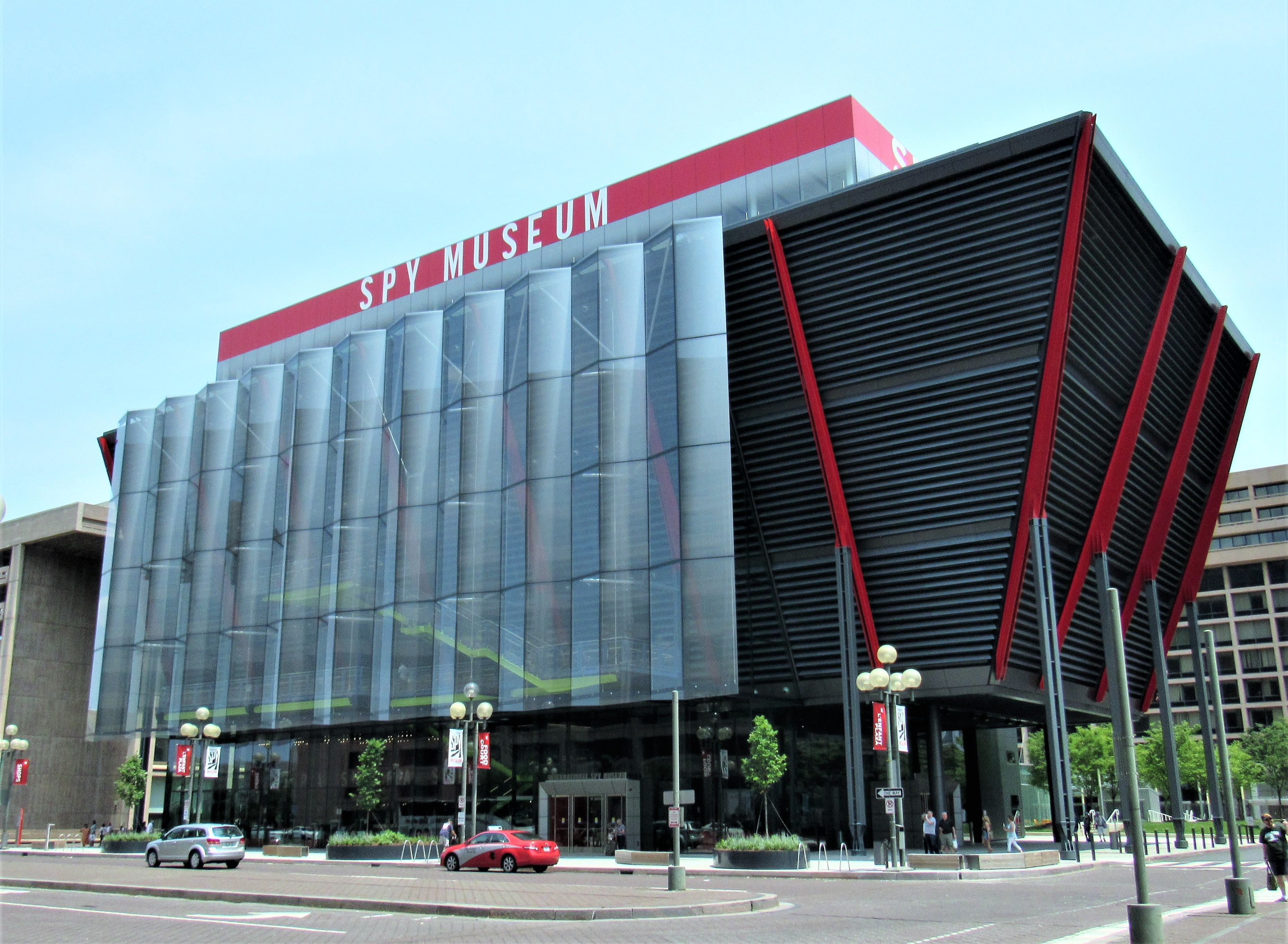
International Spy Museum